# Murinae
Pacovi i mipevi starog sveta, deo nadfamilije Murinae u familiji Muridae, obuhvataju najmanje 519 vrsta. Članovi ove podfamilije se zovu murini. U pogledu bogatstva vrsta, ova potfamilija je veća od svih drugih porodica sisara osim Cricetidae i Muridae, i veća je od svih redova sisara osim slepih miševa i preostalih glodara.

## Literatura
- Chevret, Pascale; Denys, Christiane; Jaeger, Jean-Jacques; Michaux, Jacques; Catzeflis, Francois M. (1993). „Molecular Evidence that the Spiny Mouse (Acomys) is More Closely Related to Gerbils (Gerbillinae) Than to True Mice (Murinae)”. Proceedings of the National Academy of Sciences of the United States of America. 90 (8): 3433—6. Bibcode:1993PNAS...90.3433C. JSTOR 2361758. PMC 46314 . PMID 8475093. doi:10.1073/pnas.90.8.3433 .
- Heaney, Lawrence R.; Balete, Danilo S.; Rickart, Eric A.; Alviola, Phillip A.; Duya, Mariano Roy M.; Duya, Melizar V.; Veluz, M. Josefa; Vandevrede, Lawren; Steppan, Scott J. (2011). „Chapter 1: Seven New Species and a New Subgenus of Forest Mice (Rodentia: Muridae: Apomys) from Luzon Island”. Fieldiana Life and Earth Sciences. 2 (2): 1—60. S2CID 86544405. doi:10.3158/2158-5520-2.1.1.
- Jacobs, Louis L. (1978). Fossil Rodents (Rhizomyidae & Muridae): From Neogene Siwalik Deposits, Pakistan. Bulletin of the Museum of Northern Arizona, 52. OCLC 4611477.
- Jansa, Sharon; Barker, F.; Heaney, Lawrence (2006). „The Pattern and Timing of Diversification of Philippine Endemic Rodents: Evidence from Mitochondrial and Nuclear Gene Sequences”. Systematic Biology. 55 (1): 73—88. JSTOR 20142900. PMID 16507525. doi:10.1080/10635150500431254 .
- Jansa, Sharon A.; Weksler, Marcelo (2004). „Phylogeny of muroid rodents: Relationships within and among major lineages as determined by IRBP gene sequences”. Molecular Phylogenetics and Evolution. 31 (1): 256—276. PMID 15019624. doi:10.1016/j.ympev.2003.07.002.
- Lecompte, Emilie; Aplin, Ken; Denys, Christiane; Catzeflis, François; Chades, Marion; Chevret, Pascale (2008). „Phylogeny and biogeography of African Murinae based on mitochondrial and nuclear gene sequences, with a new tribal classification of the subfamily”. BMC Evolutionary Biology. 8. 199. PMC 2490707 . PMID 18616808. doi:10.1186/1471-2148-8-199 .
- McKenna, Malcolm C.; Bell, Susan K. (2000). Classification of Mammals Above the Species Level. New York: Columbia University Press. ISBN 978-0-231-11013-6.
- Michaux, J; Reyes, A; Catzeflis, F (2001). „Evolutionary history of the most speciose mammals: Molecular phylogeny of muroid rodents”. Molecular Biology and Evolution. 18 (11): 2017—31. PMID 11606698. doi:10.1093/oxfordjournals.molbev.a003743 .
- Musser, G.G.; Carleton, M. D. (1993). „Family Muridae”.  Ур.: Wilson, Don E; Reeder, DeeAnn M. Mammal Species of the World a Taxonomic and Geographic Reference. Washington D.C.: Smithsonian Institution Press. стр. 501—755. ISBN 978-1-56098-217-3.
- Musser, Guy G.; Heaney, Lawrence R. (2006). „Philippine rodents: Definitions of Tarsomys and Limnomys plus a preliminary assessment of phylogenetic patterns among native Philippine murines (Murinae, Muridae)”. Bulletin of the American Museum of Natural History. 21: 1—138. hdl:2246/906.
- Nowak, R.M. (1999). Walker's Mammals of the World, Vol. 2. London: Johns Hopkins University Press.
- Steppan, Scott; Adkins, Ronald; Anderson, Joel (2004). „Phylogeny and Divergence-Date Estimates of Rapid Radiations in Muroid Rodents Based on Multiple Nuclear Genes”. Systematic Biology. 53 (4): 533—53. JSTOR 4135423. PMID 15371245. doi:10.1080/10635150490468701.
- Steppan, Scott J.; Adkins, R.M.; Spinks, P.Q.; Hale, C. (2005). „Multigene phylogeny of the Old World mice, Murinae, reveals distinct geographic lineages and the declining utility of mitochondrial genes compared to nuclear genes”. Molecular Phylogenetics and Evolution. 37 (2): 370—88. PMID 15975830. doi:10.1016/j.ympev.2005.04.016.
- Wilson, Don E.; Reeder, Deeann M. (2005). Mammal Species of the World: A Taxonomic and Geographic Reference, Volume 12. JHU Press. ISBN 9780801882210.